# Little Sodbury
Little Sodbury – wieś w Anglii, w hrabstwie ceremonialnym Gloucestershire, w dystrykcie (unitary authority) South Gloucestershire. Leży 20 km na północny wschód od miasta Bristol i 154 km na zachód od Londynu. W 2001 miejscowość liczyła 101 mieszkańców.